# Ari Matilainen
Ari Matilainen (1966. január 22. –) finn profi jégkorongozó.

## Karrier
Komolyabb karrierjét a finn I. divízióban kezdte 1985–1986-ban a SaPKo Savonlinna csapatában ahol a következő szezont is töltötte. 1987–1988-ban a finn legfelső osztályba került az Ässät Pori csapatába. Ebben a szezonban szerezte a legtöbb pontot a pályafutása alatt. A következő szezont már a Kärpät Ouluban töltötte. Az 1988-as NHL-drafton a Minnesota North Stars választotta ki a tizedik kör 190. helyén. Az NHL-ben sosem játszott. 1989 és 1992 között a Tappara Tampere csapatát erősítette.